# 신도 요시타카
신도 요시타카(新藤義孝, 1958년 1월 20일 ~ )는 일본의 정치인이다. 일본 자유민주당 소속이며, 구리바야시 다다미치의 외손자이다.
사이타마현에서 태어났으며, 메이지 대학교 문학부를 졸업하였다. 1996년 중의원 의원총선거에서 당선되었으며, 2005년 재선에 성공하였다. 2012년에는 제2차 아베 신조 내각에서 총무대신으로 임명, 2013년 12월에는 내각부 특명담당 대신(국가전략특구담당)에 임명되었다.

## 논란
2011년 8월 1일 독도 분쟁과 관련하여 이나다 도모미와 사토 마사히사와 함께 대한민국 입국을 시도하였으나, 대한민국 정부의 입국 금지 방침에 따라 입국이 거부되었다.
| 전임 다루토코 신지 | 제17대 일본의 총무대신 2012년 ~ 2014년 | 후임 다카이치 사나에 |